# 仙台市立加茂小学校
仙台市立加茂小学校（せんだいしりつ かもしょうがっこう）は、宮城県仙台市泉区にある公立小学校である。

## 概要
加茂団地内の人口増に伴い、七北田小学校だけでは対応できなくなり、新設の加茂小学校が開校した。

## 沿革
- 1979年（昭和54年）4月1日 - 当時の泉市立七北田小学校より分離し、泉市立加茂小学校として開校。
- 1986年（昭和61年）4月1日 - 泉市立虹の丘小学校が分離開校
- 1988年（昭和63年）3月1日 - 仙台市立加茂小学校に名称変更

## 学区
- 上谷刈字の大部分、上谷刈1丁目の大部分、2丁目～5丁目、6丁目の大部分、加茂、野村字館下[1]

## 卒業後
- 加茂中学校へ進学する。